# إنتيرناشيونال ماكس برو
إنتيرناشيونال ماكس برو هي مركبة قتالية مدرعة من تصميم شركة نافيستار الدولية الأمريكية وبلسان ساسا الإسرائيلية.